# Egy rózsaszál
Az Egy rózsaszál Bagó dala a János vitéz c. daljátékból. Zenéjét Kacsóh Pongrác, a dal szövegét Heltai Jenő írta. A daljáték Petőfi Sándor János vitéz c. elbeszélő költeményének megzenésítése.

## Cselekmény
A második felvonásban Kukorica Jancsi – immár János vitéz – nem fogadja el a francia királylány kezét, melyet a török legyőzéséért ajánlott fel a király, mert Iluskát akarja feleségül venni. Ekkor hozza a hírt Bagó, hogy Iluska meghalt. A sírjáról egy rózsaszálat hozott a falu temetőjéből, amit a dalt énekelve átad Jancsinak. Ezután Jancsi Bagóval együtt világgá indul.

## Szövege, kottája és dallama
| Egy rózsaszál szebben beszél, mint a legszerelmesebb levél. Nem tud az írni, aki küldte, mert aki küldte már nem él. Nyugszik a csendes temetőben, szemét lezárta a halál, az ő porából nőtt e rózsa, e rózsa, rózsa, rózsaszál. | Egy rózsaszál, ezt hoztam én, benne az ő szerelme ég, így tud a hűséges szerelmes a síron túl is szeretni még. Nyugszik a csöndes temetőben, szemét lezárta a halál, de él szerelme, ez a rózsa, e rózsa, rózsa, rózsaszál. |

## Kapcsolódó lapok
- Fedák Sári (Wikiidézet)
- Fedák Sári (magyar Wikipédia)